# Panoramic View of Seven Castles
Pour plus de détails, voir Fiche technique et Distribution.
Panoramic View of Seven Castles est un très court film documentaire américain réalisé par Harry Buckwalter et sorti en 1902.
Produit par la Selig Polyscope Company, le film montre un panorama des paysages autour de la petite ville de Basalt, près de Glenwood Springs, dans le comté de Garfield, au Colorado, notamment à l'extrémité ouest de Red Rock Canyon, montrant plusieurs des immenses monolithes rouges connus de tous les visiteurs du Colorado sous le nom de Seven Castles.

## Fiche technique
- Titre : Panoramic View of Seven Castles
- Réalisation : Harry Buckwalter
- Scénario :
- Photographie :
- Montage :
- Producteur : William Selig
- Société de production : Selig Polyscope Company
- Société de distribution : Selig Polyscope Company
- Pays d'origine :  États-Unis
- Langue : film muet avec les intertitres en anglais
- Format : Noir et blanc — 35 mm — 1,33:1 — Muet
- Genre : Film documentaire
- Durée :
- Date de sortie :
  -  États-Unis : novembre 1902